# Courbe de Lamé
Les courbes de Lamé (ou superellipses) sont un groupe de courbes définies pour la première fois par le mathématicien français Gabriel Lamé en 1818. Elles sont définies par leur équation cartésienne :
{\displaystyle \left|{\frac {x}{a}}\right|^{n}\!+\left|{\frac {y}{b}}\right|^{n}\!=1.}
Similairement, elles sont définies par l'équation polaire (pour les points {\displaystyle (r,\theta )} qui respectent l'équation) :
{\displaystyle r=\left(\left|{\frac {\cos(\theta )}{a}}\right|^{n}\!\!+\left|{\frac {\sin(\theta )}{b}}\right|^{n}\!\right)^{-1/n}\!,}

## Propriétés
Les courbes de Lamé peuvent aussi être définies par l'équation paramétrique :
{\displaystyle {\begin{cases}x\left(\theta \right)&=\pm a\cos ^{\frac {2}{n}}\theta \\y\left(\theta \right)&=\pm b\sin ^{\frac {2}{n}}\theta \end{cases}}\qquad 0\leq \theta <{\frac {\pi }{2}}.}
L'aire de la surface délimitée par une courbe de Lamé vaut
{\displaystyle {\frac {4^{\left(1-{\frac {1}{n}}\right)}ab{\sqrt {\pi }}\,\Gamma (1+{\frac {1}{n}})}{\Gamma ({\frac {1}{2}}+{\frac {1}{n}})}},}
où Γ est la fonction Gamma.